# Spirorbis granulatus
Spirorbis granulatus är en ringmaskart som först beskrevs av Carl von Linné 1767.  Spirorbis granulatus ingår i släktet Spirorbis och familjen Serpulidae. Inga underarter finns listade i Catalogue of Life.